# Морозов, Анатолий Николаевич (1937)
Анатолий Николаевич Морозов (16 декабря 1937, Москва — 29 ноября 2008, Москва) — советский футболист, защитник. Мастер спорта СССР (1963).
Сын футболиста Николая Морозова.

## Биография
Воспитанник московской ФШМ-2.
Играл в дублях «Спартака» и ЦДСА / ЦСК МО. Выступал за команды мастеров СКВО Львов (1959), «Шинник» Ярославль (1960—1967), «Сатурн» Раменское (1968).
В первой группе «А» сыграл 20 матчей в 1964 году.
Брат Виталий (1936—2010) также был футболистом.